# Ostfriedhof (München)

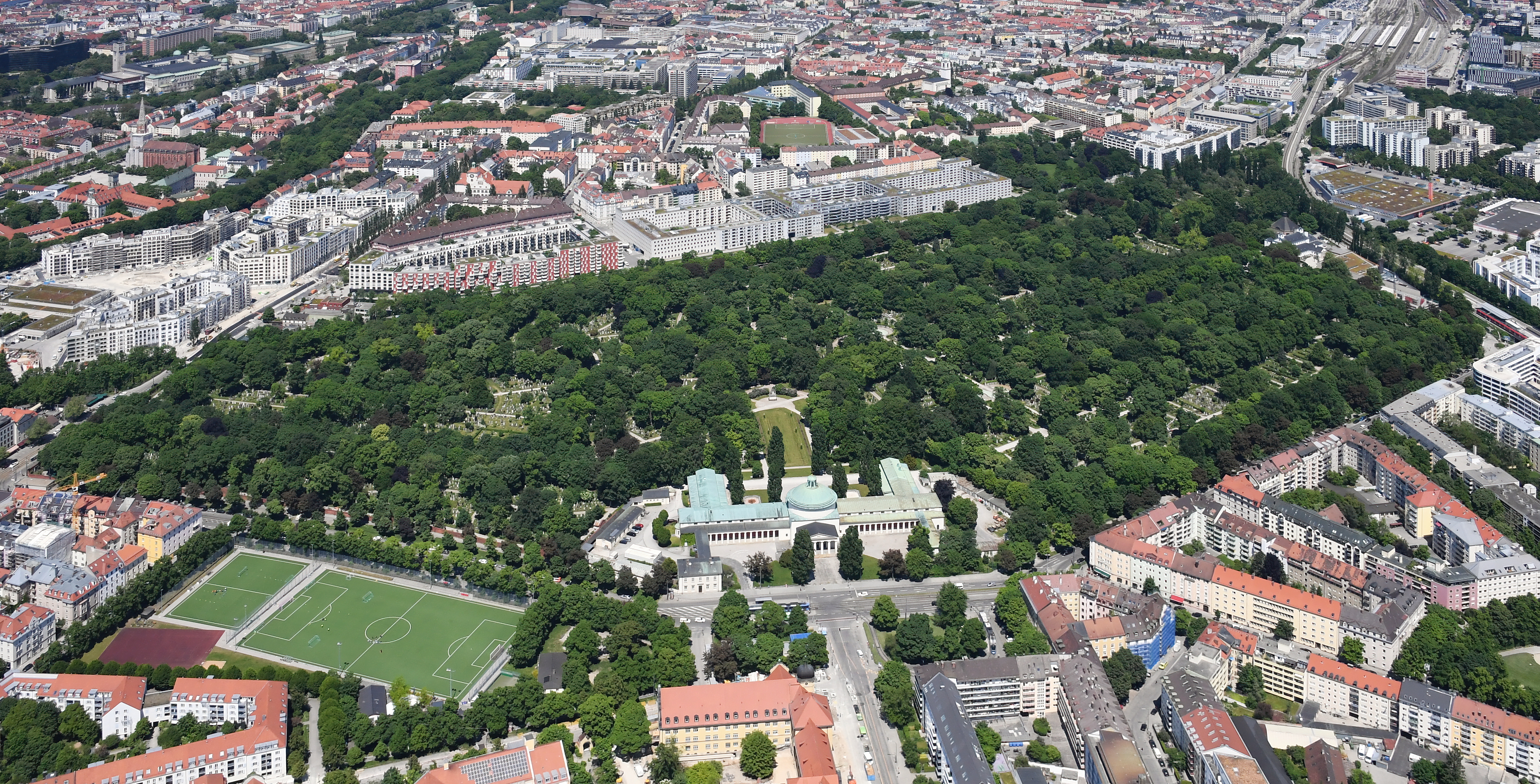
Der Ostfriedhof von Süden aus der Luft gesehen

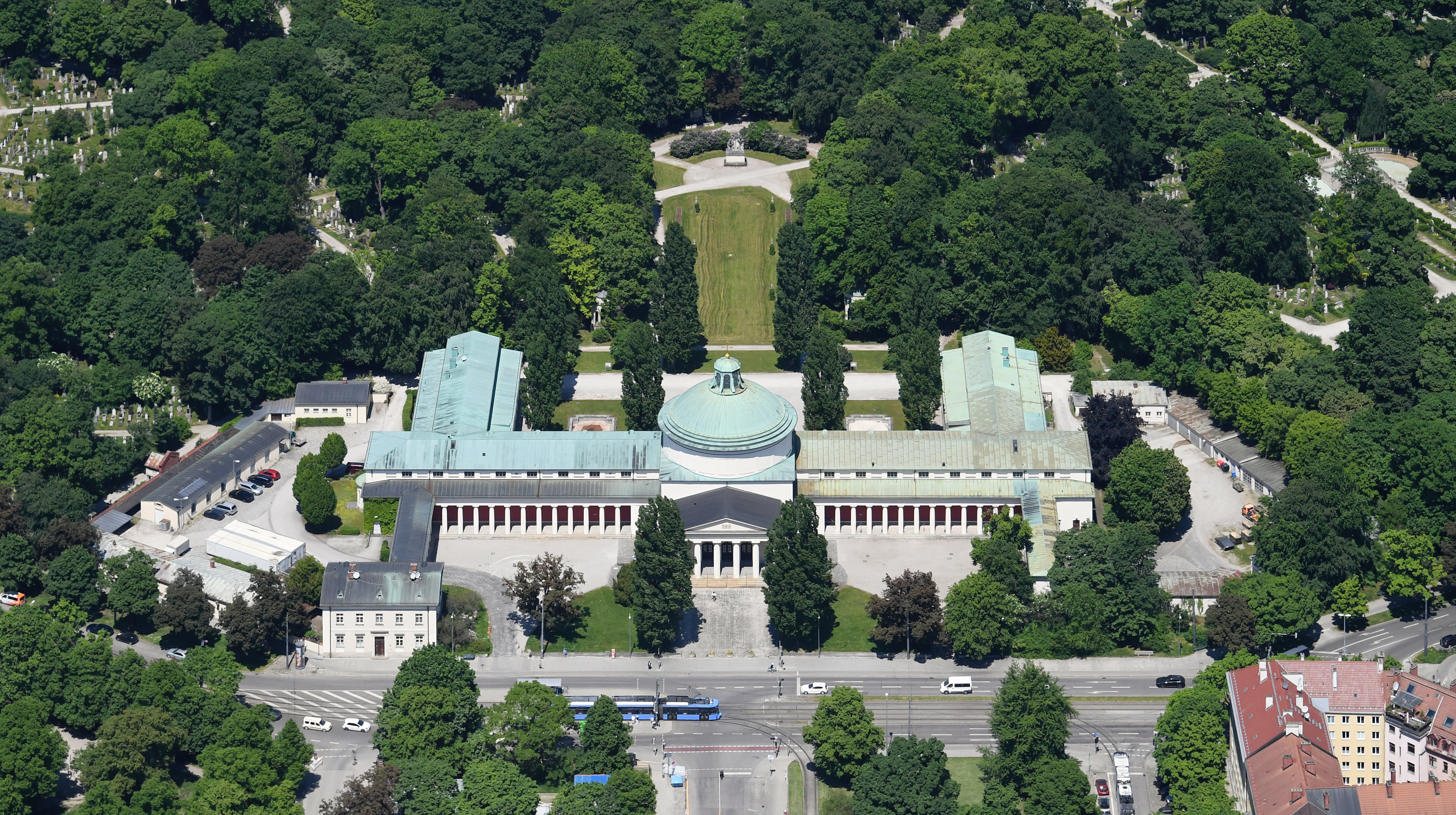
Die Aussegnungshalle am St.-Martins-Platz ist der Haupteingang zum Ostfriedhof

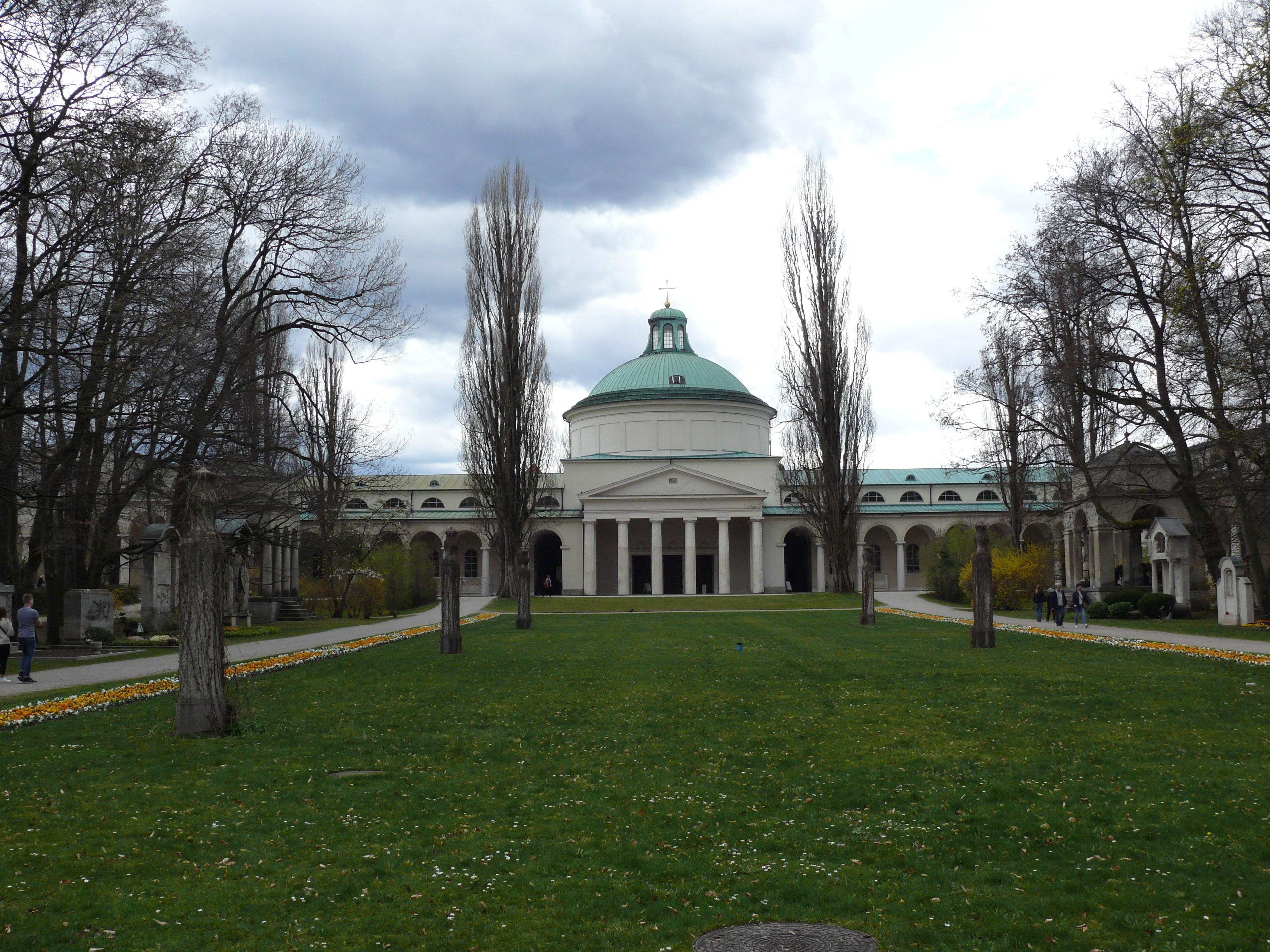
Die Aussegnungshalle von der Friedhofsseite aus gesehen

Der im Stadtteil Obergiesing gelegene Ostfriedhof der Stadt München wurde 1821 errichtet und wird bis heute genutzt. Die Anlage umfasst über 30 Hektar Gesamtfläche mit rund 34.700 Grabplätzen, zudem befindet sich auf dem Ostfriedhof das Münchner Städtische Krematorium.

## Geschichte
Der älteste Teil des Ostfriedhofs ist 1817 als Auer Friedhof auf einem schmalen Streifen Auer Flur (an der heutigen Tegernseer Landstraße) angelegt worden, der in Giesinger Gebiet ragte. Nach mehrfachen Erweiterungen und der Schließung des Friedhofs an der Gietlstraße im Jahr 1876 ist er auch zum Giesinger Friedhof geworden.
Das Friedhofsgebäude am St.-Martins-Platz wurde in den Jahren 1894 bis 1900 nach Plänen von Hans Grässel errichtet. Das monumentale Kuppelgemälde stammt von Josef Guntermann. Zu dieser Zeit wurde der Ostfriedhof zu einem der Großfriedhöfe der zu dieser Zeit stark wachsenden Großstadt München ausgebaut. Eine bauliche Besonderheit bildeten die Arkadengrüfte, durch die eine hofartige Raumsituation entstand, in deren Mitte Reihengräber angeordnet wurden.
Kurt Eisner wurde nach seiner Ermordung am 21. Februar 1919 im Städtischen Krematorium eingeäschert. Am 1. Mai 1922 enthüllten die Münchner Freien Gewerkschaften ein Denkmal, welches „Den Toten der Revolution“ gewidmet war. In dessen Sockel wurde Eisners Urne eingemauert. Kurz nach der Machtübernahme der NSDAP wurde das Revolutionsdenkmal zerstört. Am 22. Juni 1933 brach man es ab; die Urne Eisners wurde auf den Neuen Israelitischen Friedhof verbracht, wo sich noch heute sein Grab befindet. Das Denkmal wurde nach dem Krieg durch den Künstler Konstantin Frick originalgetreu nachgestaltet.
Die alte Auer Friedhofskapelle wurde im Zweiten Weltkrieg zerstört. Die schwer beschädigte Aussegnungshalle wurde von Hans Döllgast 1951/52 vereinfacht wieder aufgebaut. Die ursprünglich etwa um 1900 errichteten Kaskaden blieben nach Kriegsschäden zunächst lange Zeit nicht mehr genutzt, 2017 wurden diese wieder in Betrieb genommen.
Mehrere Bauwerke auf dem Ostfriedhof (St.-Martin-Straße 41; St.-Martins-Platz 1; Tegernseer Landstraße 1) sind als Baudenkmal in die Bayerische Denkmalliste eingetragen.

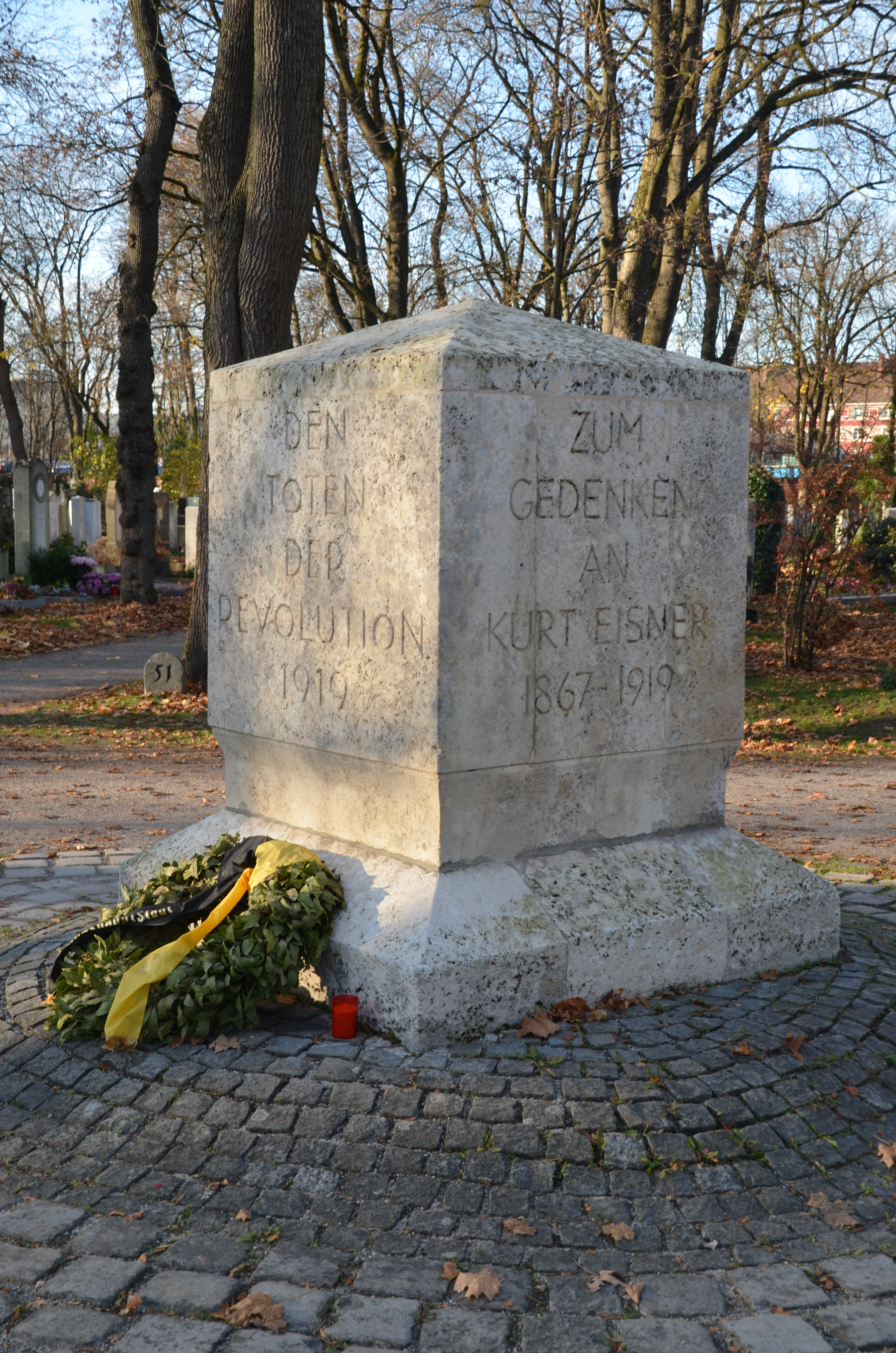
Revolutionsdenkmal
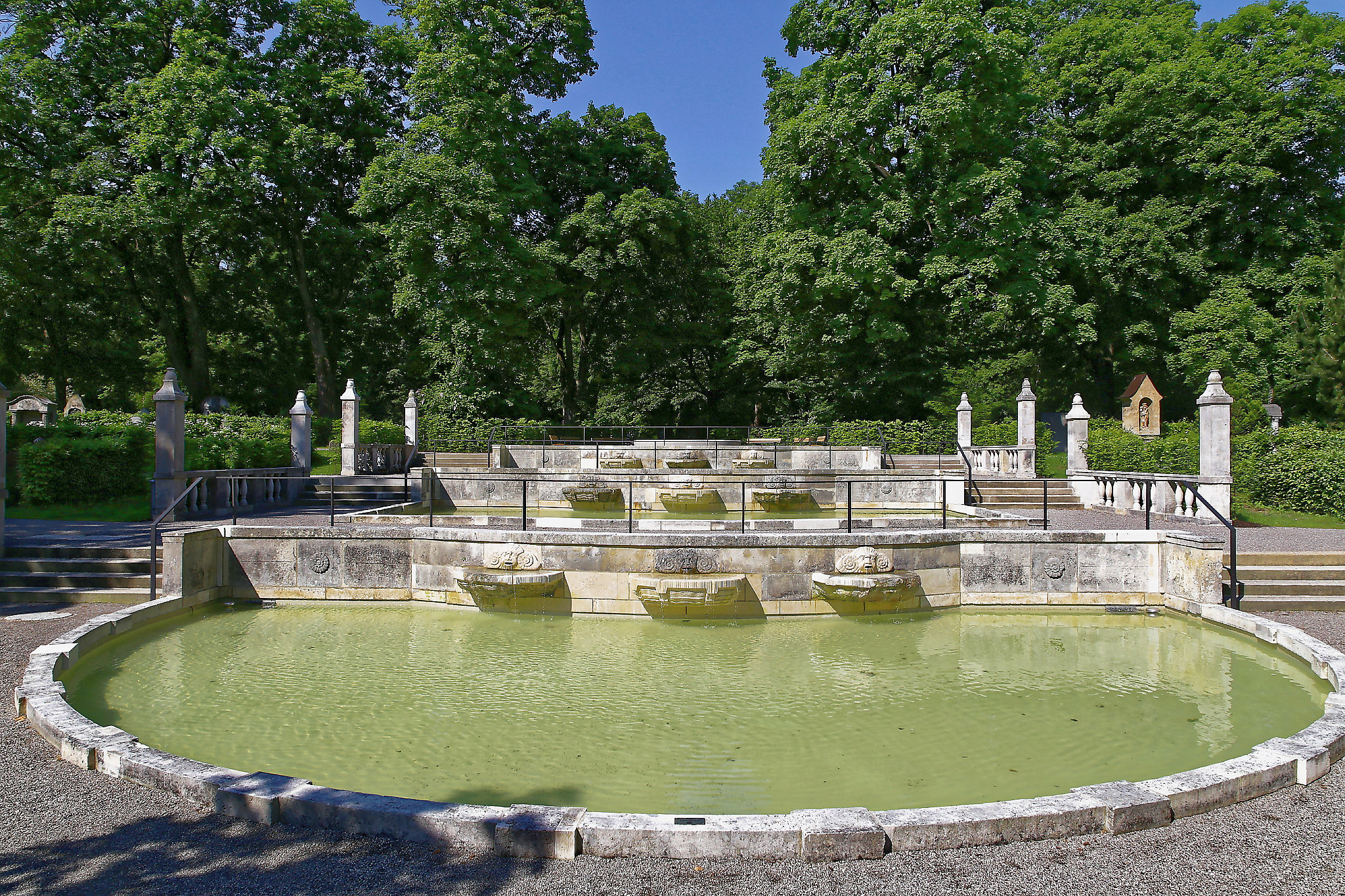
Die 2017 wieder in Betrieb genommenen Kaskaden
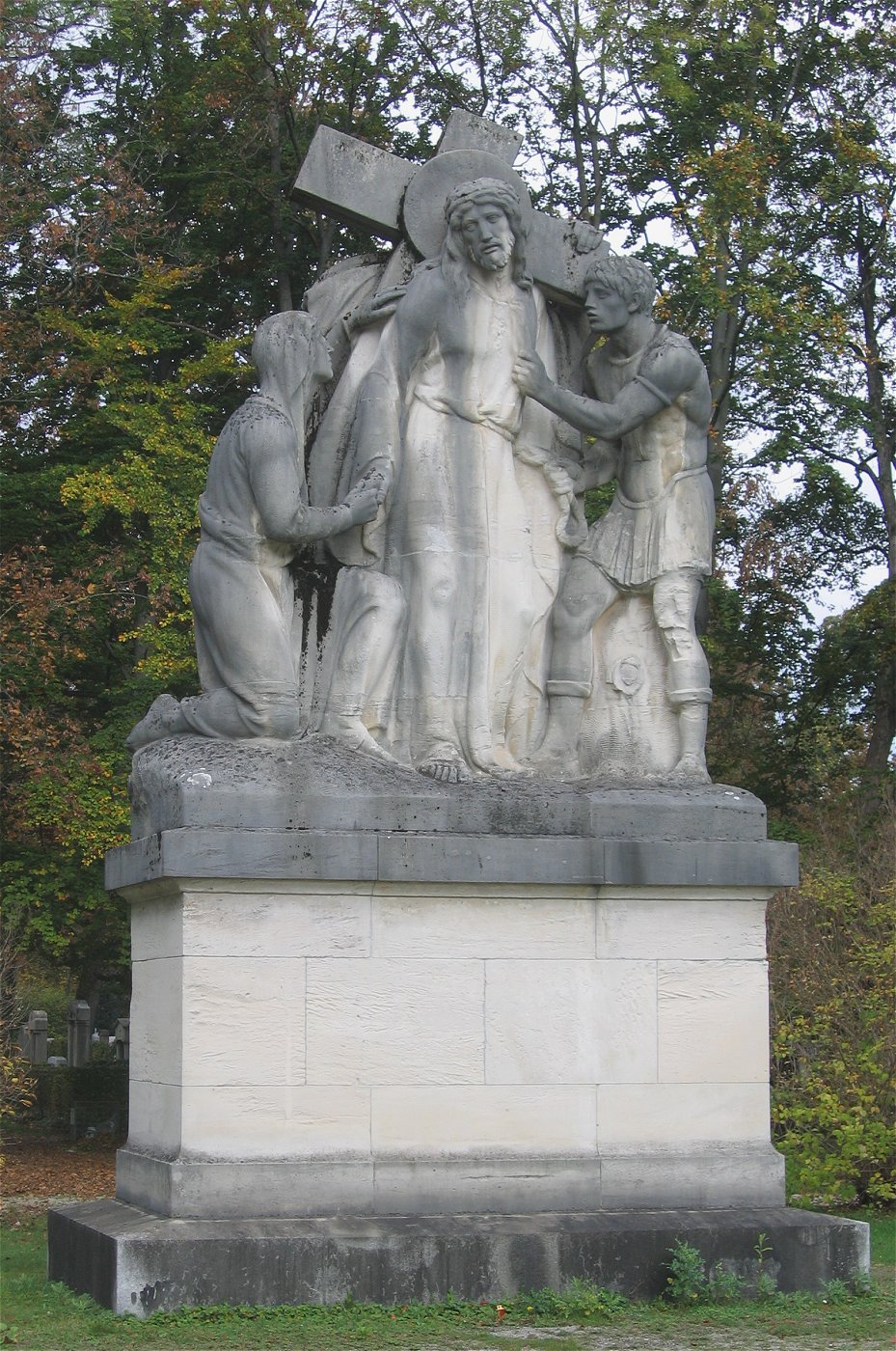
Jesusstatue im Ehrenhain des Ostfriedhofs

## Städtisches Krematorium

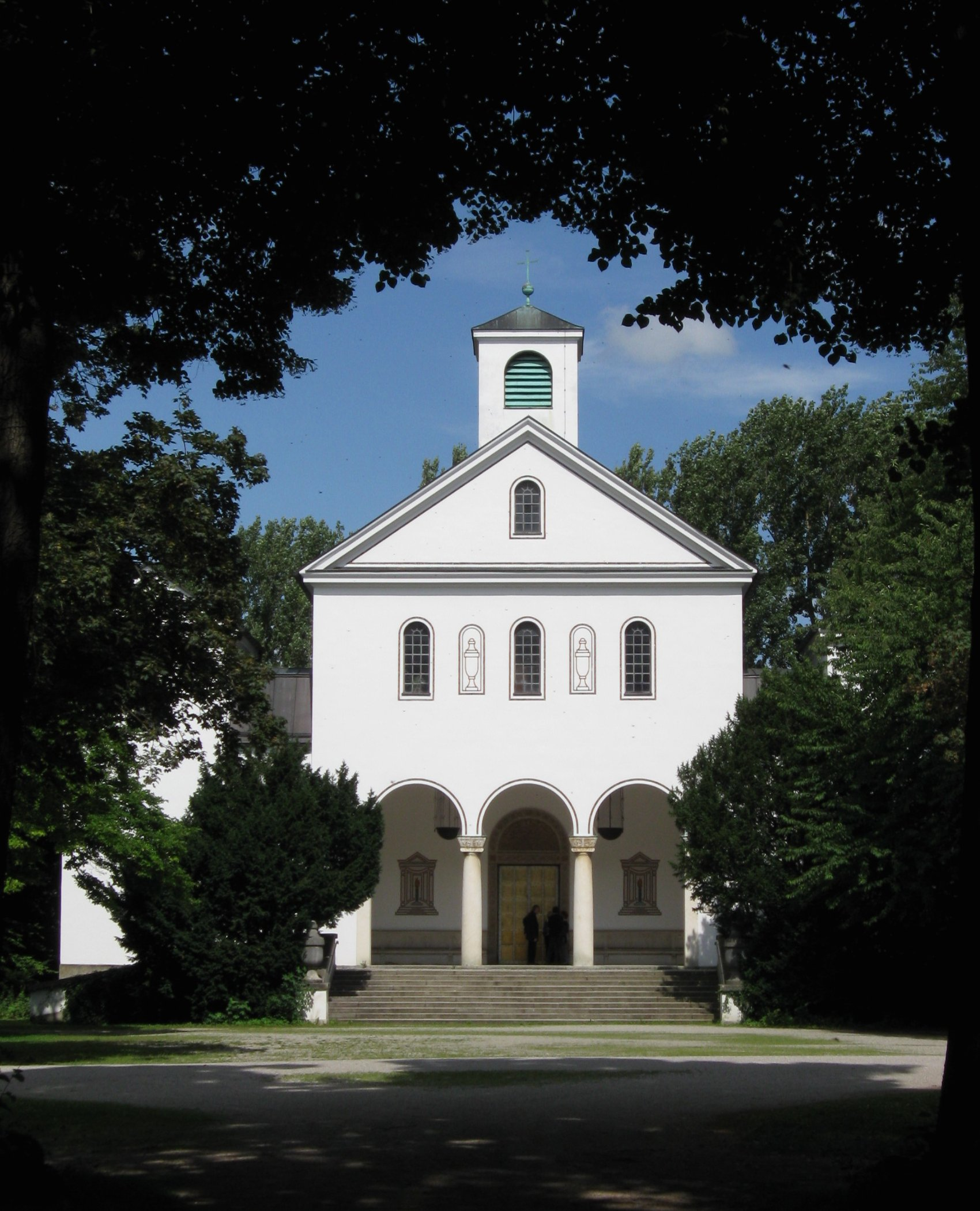
Städtisches Krematorium München (Hans Grässel, 1929)

Das am Ostfriedhof liegende Städtische Krematorium München wurde kurz vor Ausbruch des Ersten Weltkriegs eröffnet. Unter den ersten Personen, die hier – zum Teil auch aus anderen Teilen Deutschlands und Österreichs – eingeäschert wurden, waren u. a. Kurt Eisner (1919), Alfred Hermann Fried (1921) und Ernst Schweninger (1924).
Das Krematorium in seiner heutigen baulichen Gestalt samt Trauerhalle wurde von Hans Grässel entworfen – von ihm stammen auch weitere Gebäude auf dem Ostfriedhof – und am 27. September 1929 in „schlichter Form“ eröffnet. Grässel verzichtete in der Trauerhalle vollständig auf religiöse Symbolik. Das Krematorium wurde vor seiner Inbetriebnahme für mehrere Tage der allgemeinen Besichtigung zugänglich gemacht, wobei der Direktor des Bestattungsamtes selbst die Führung übernahm. Insgesamt kamen 27.000 Besucher. Der Bayerische Kurier wetterte in einem Artikel „gegen diese Art der behördlichen Förderung der Feuerbestattungs-Bewegung“.
Während der Zeit des Nationalsozialismus wurden im Städtischen Krematorium die Leichen tausender Gegner und Opfer des Dritten Reiches verbrannt: Anfang Juli 1934 wurden die sterblichen Überreste von 17 während des „Röhmputsches“ ermordeten politischen Gegnern Hitlers zum Krematorium gebracht und dort verbrannt. Es handelte sich dabei um SA-Angehörige ebenso wie um Gegner des Nationalsozialismus insgesamt; ihre Leichen wurden, um Aufsehen zu vermeiden, mit einem Möbelwagen zum Krematorium transportiert. Die Asche der Toten – unter ihnen waren die Gegner des Nationalsozialismus Fritz Gerlich und Walter Häbich – wurde wahllos in verschiedene Urnen gefüllt, um damit die Spuren der Opfer für immer zu verwischen. Eine nicht bekannte Zahl von Menschen, welche im Gefängnis Stadelheim aus politischen Gründen ermordet wurden, ebenso wie die Leichen von 3.996 Häftlingen aus den Konzentrationslagern Dachau, Auschwitz und Buchenwald sowie den Tötungsanstalten der sogenannten Aktion T4 wurden hier eingeäschert.
Am 16. Oktober 1946 morgens fuhren vor dem Städtischen Krematorium mit Särgen beladene Lastwagen der US-Armee vor. Angeblich waren in den elf Särgen die Leichen von in einem Krankenhaus verstorbenen US-Soldaten, die unter der Aufsicht von Offizieren eingeäschert werden sollten. In Wirklichkeit befanden sich in zehn Särgen die Leichen von führenden Nationalsozialisten, die im Nürnberger Prozess gegen die Hauptkriegsverbrecher zum Tode verurteilt und vor wenigen Stunden in Nürnberg hingerichtet worden waren: Außenminister Joachim von Ribbentrop, Chef des Oberkommandos der Wehrmacht Wilhelm Keitel, Chef der Sicherheitspolizei Ernst Kaltenbrunner, Reichsminister für die besetzten Ostgebiete Alfred Rosenberg, Generalgouverneur von Polen Hans Frank, Innenminister Wilhelm Frick, Herausgeber der Zeitung Der Stürmer Julius Streicher, Gauleiter von Thüringen Fritz Sauckel, Generaloberst Alfred Jodl sowie Reichskommissar für die Niederlande Arthur Seyß-Inquart. In einem weiteren Sarg befand sich Reichsmarschall Hermann Göring, der seiner Hinrichtung durch Selbstmord zuvorgekommen war. Um jedem späteren Totenkult vorzubeugen, ordnete die Militärregierung an, die Asche der Toten in den Wenzbach zu streuen. In der amtlichen Mitteilung hieß es: „Die Leiche Hermann Wilhelm Görings ist zusammen mit den Leichen der Kriegsverbrecher, die gemäß dem Urteil des Internationalen Gerichtshofes am 16. Oktober in Nürnberg hingerichtet worden sind, verbrannt und die Asche im geheimen in alle Winde verstreut worden.“
Das von Hans Grässel gestaltete bauliche Ensemble von Städtischem Krematorium und Trauerhalle ist original erhalten und steht unter Denkmalschutz. Nach mehreren Umbauten verfügte das Krematorium München seit den 1970er Jahren über fünf Einäscherungsöfen. Anfang 2018 genehmigte der Münchner Stadtrat den Neubau der Ofenanlage, die im September 2022 den Betrieb aufgenommen hat. Es existiert nun ein für bis zu 24 Stunden anmietbarer Verabschiedungsraum. Zudem können Angehörige aus einem Nebenraum einen letzten Blick auf den Sarg werfen, bevor dieser von der Ofenhalle in die Brennkammer gefahren wird.

## Gräber
Liste auf dem Münchner Ostfriedhof bestatteter Persönlichkeiten
Auswahl von auf dem Münchner Ostfriedhof bestatteter Persönlichkeiten:
- Carl Amery, (1922–2005), Schriftsteller
- Toni Berger, (1921–2005), Volksschauspieler, Grabnr. 077-02-7
- Georg Brauchle, (1915–1968), Münchner Bürgermeister, Grabnr. 046-9-1
- Andreas Brehme, (1960–2024), Fußballspieler und -trainer, Grabnr. 58-7-5
- Rudolf Brunnenmeier, (1941–2003), Fußballspieler
- Hans Döllgast, (1891–1974), Architekt, Grabnr. 080-1-3
- Hans Fischer, (1881–1945), Chemiker, Nobelpreisträger
- Rex Gildo, (1936–1999), Schlagersänger, Grabnr. 122-1-21
- Bernhard von Gudden, (1824–1886), Psychiater, Grabnr. Mauer links Nr. 5/6
- Joseph Hannesschläger, (1962–2020), Schauspieler und Musiker, Grabnr. 154-7-26
- Ernst Hoferichter, (1895–1966), Schriftsteller, Journalist und Schauspieler, Grabnr. 027-06-9
- Gerd Käfer, (1932–2015), Gastronom
- Peter Kreuder, (1905–1981), Komponist, Grabnr. 055-19-2
- Georg Kronawitter, (1928–2016), Münchner Oberbürgermeister (SPD), Grabnr. Sektion 61
- Ludwig in Bayern, (1831–1920), Herzog von Bayern, Grabnr. M-li-251/253
- Franz Xaver Meiller, (1852–1935), Unternehmer
- Martha Mödl, (1912–2001), Opernsängerin
- Rudolph Moshammer, (1940–2005), Modedesigner, Inhaber einer Boutique, Grabnr. 60-M-7
- Anton Scharnagl, (1877–1955), Bischof, Politiker (BVP), Grabnr. 055-19-6
- Karl Scharnagl, (1881–1963), Münchner Oberbürgermeister (CSU), Grabnr. 055-19-6
- Erni Singerl, (1921–2005), Volksschauspielerin, Grabnr. 056-11-3
- Hans Steyrer, (1849–1906), Metzger und Gastwirt, Grabnr. 46-5-12
- Barbara Valentin, (1940–2002), Schauspielerin, Grabnr. M-li-183
- Thomas Wimmer, (1887–1964), Münchner Oberbürgermeister (SPD), Grabnr. 61-1-2a-d
- Wastl Witt, (1882–1955), Volksschauspieler, Grabnr. 028-10-16
- Werner Zeussel, (1941–2009), Volksschauspieler, Grabnr. 97-5-16

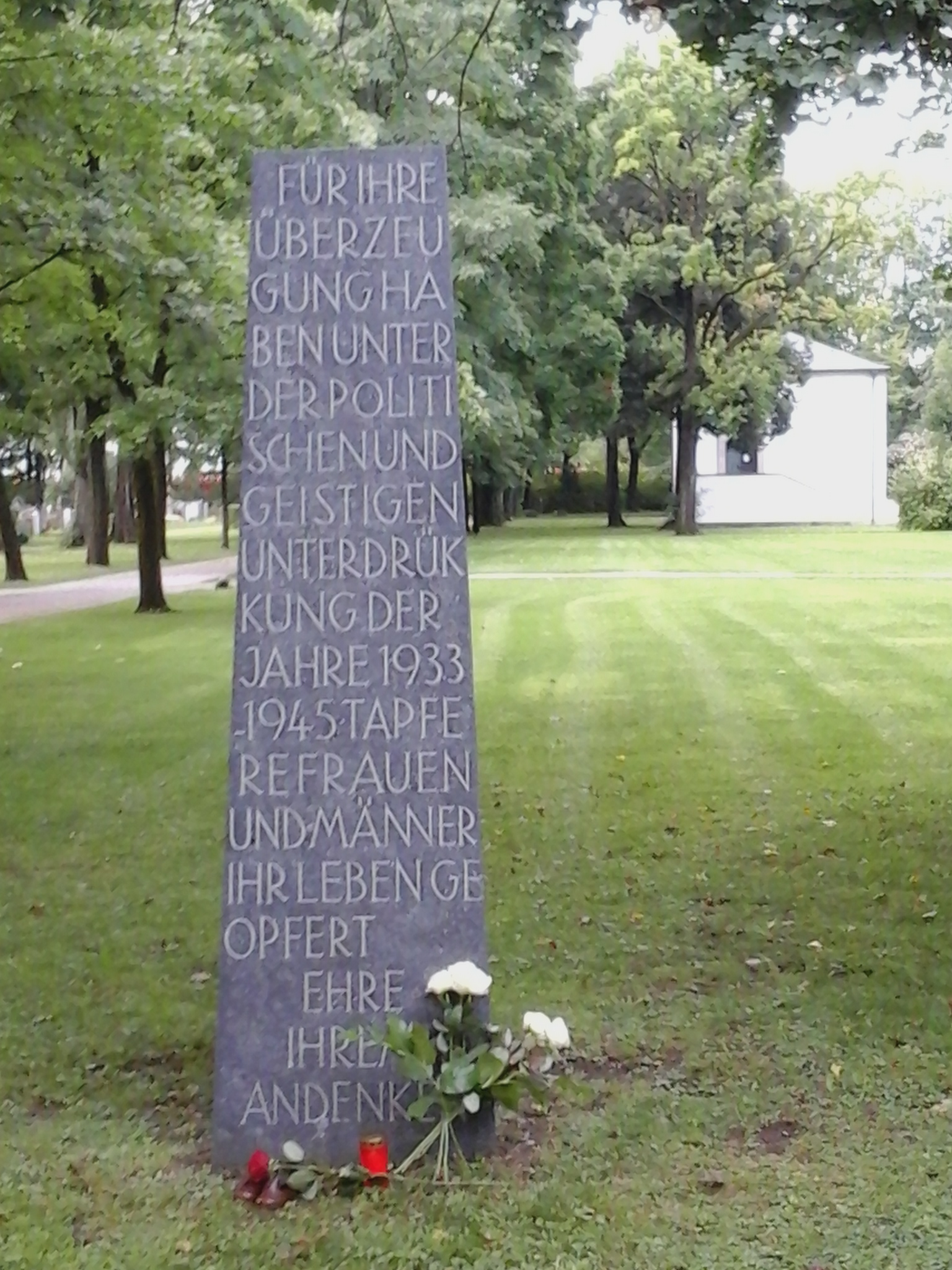
Grabfeld für politisch Verfolgte auf dem Münchener Ostfriedhof.

## Mahnmal
Auf dem Ostfriedhof befindet sich ein Grabfeld für politisch Verfolgte. Eine Stele erinnert an das Schicksal der unbekannten Toten.

## Trivia

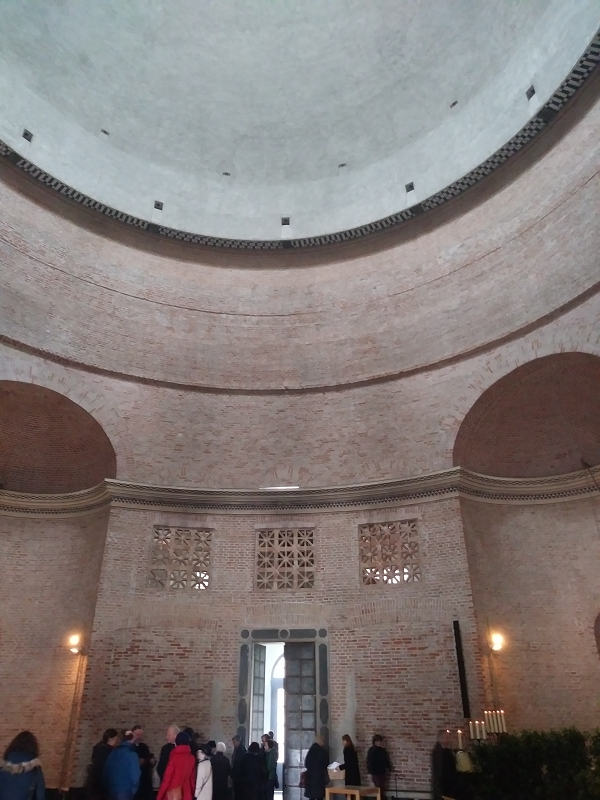
Inneres der Aussegnungshalle

- Das Innere der Aussegnungshalle diente 1985 der Fernsehserie Kir Royal als Drehort für das fiktive Nobelrestaurant Villa Medici.
- Die Kuppel der Aussegnungshalle ist mit einem Durchmesser von 20 Metern nach dem Pantheon in Rom und der Befreiungshalle in Kelheim die drittgrößte ihrer Art in Europa.